# استاد بازی
استاد بازی (به انگلیسی: Master of the Game) نام رمانی است که توسط سیدنی شلدون نوشته شده است.
این کتاب به زبان های متعددی ترجمه شده و هفت بار نیز تجدید چاپ شده است.